# Formel-1-Weltmeisterschaft 2023/Statistik
Der Automobil-Dachverband FIA schrieb 2023 die 74. Weltmeisterschaft für Fahrer aus. Nachfolgend eine Statistik der Formel-1-Weltmeisterschaft 2023.

## Statistik der Fahrer
Es nehmen 20 Fahrer teil.

### Fahrerwertung
| Pos. | Fahrer        | Konstrukteur                 |     |     |      |     |     |     |     |      |     |     |     |     |      |      |     |     |     |     |      |     |     |     |     |     |      |    |     |      |      | Punkte |
| Pos. | Fahrer        | Konstrukteur                 | SPR | HAU | SPR  | HAU | SPR | HAU | SPR | HAU  | SPR | HAU | SPR | HAU |      |      |     |     |     |     |      |     |     |     |     |     |      |    |     |      |      | Punkte |
| 01   | M. Verstappen | Red Bull Racing-Honda RBPT   | 1   | 2   | 1    | 3   | 2   | 1   | C   | 1    | 1   | 1   | 1   | 1   | 1    | 1    | 1   | 1   | 1   | 1   | 5    | 1   | 2   | 1   | 1   | 1   | 1    | 1  | 1   | 1    | 1    | 575    |
| 02   | S. Pérez      | Red Bull Racing-Honda RBPT   | 2   | 1   | 5    | 1   | 1   | 2   | C   | 16   | 4   | 6   | 2   | 3   | 6    | 3    | DNF | 2   | 4   | 2   | 8    | DNF | DNF | 10  | 5   | 4   | DNF  | 3  | 4   | 3    | 4    | 285    |
| 03   | L. Hamilton   | Mercedes                     | 5   | 5   | 2    | 7   | 6   | 6   | C   | 4    | 2   | 3   | 10  | 8   | 3    | 4    | 7   | 4   | 6   | 6   | 3    | 5   | 5   | DNF | 2   | DSQ | 2    | 7  | 8   | 7    | 9    | 234    |
| 04   | F. Alonso     | Aston Martin Aramco-Mercedes | 3   | 3   | 3    | 6   | 4   | 3   | C   | 2    | 7   | 2   | 5   | 5   | 7    | 9    | DNF | 5   | 2   | 9   | 15   | 8   | 8   | 6   | 13  | DNF | DNF  | 11 | 3   | 9    | 7    | 206    |
| 05   | C. Leclerc    | Ferrari                      | DNF | 7   | DNF  | 2   | 3   | 7   | C   | 6    | 11  | 4   | 12  | 2   | 9    | 7    | 5   | 3   | DNF | 4   | 4    | 4   | 12  | 5   | 3   | DSQ | 3    | 5  | DNS | 2    | 2    | 206    |
| 06   | L. Norris     | McLaren-Mercedes             | 17  | 17  | 6    | 17  | 9   | 17  | C   | 9    | 17  | 13  | 9   | 4   | 2    | 2    | 6   | 7   | 7   | 8   | 2    | 2   | 3   | 3   | 4   | 2   | 5    | 2  | 2   | DNF  | 5    | 205    |
| 07   | C. Sainz      | Ferrari                      | 4   | 6   | 12   | 5   | 5   | 5   | C   | 8    | 5   | 5   | 3   | 6   | 10   | 8    | 4   | DNF | 5   | 3   | 1    | 6   | 6   | DNS | 6   | 3   | 4    | 8  | 6   | 6    | *18* | 200    |
| 08   | G. Russell    | Mercedes                     | 7   | 4   | DNF  | 4   | 8   | 4   | C   | 5    | 3   | DNF | 8   | 7   | 5    | 6    | 8   | 6   | 17  | 5   | *16* | 7   | 4   | 4   | 8   | 5   | 6    | 4  | DNF | 8    | 3    | 175    |
| 09   | O. Piastri    | McLaren-Mercedes             | DNF | 15  | 8    | 10  | 11  | 19  | C   | 10   | 13  | 11  | 11  | 16  | 4    | 5    | 2   | DNF | 9   | 12  | 7    | 3   | 1   | 2   | 10  | DNF | 8    | 10 | 14  | 10   | 6    | 97     |
| 10   | L. Stroll     | Aston Martin Aramco-Mercedes | 6   | DNF | 4    | 8   | 7   | 12  | C   | DNF  | 6   | 9   | 4   | 9   | 14   | 10   | 11  | 9   | 11  | 16  | WD   | DNF | 15  | 11  | DNF | 7   | *17* | 12 | 5   | 5    | 10   | 74     |
| 11   | P. Gasly      | Alpine-Renault               | 9   | 9   | *13* | 13  | 14  | 8   | C   | 7    | 10  | 12  | 15  | 10  | *18* | DNF  | 3   | 11  | 3   | 15  | 6    | 10  | 9   | 12  | 7   | 6   | 11   | 13 | 7   | 11   | 13   | 62     |
| 12   | E. Ocon       | Alpine-Renault               | DNF | 8   | *14* | 18  | 15  | 9   | C   | 3    | 8   | 8   | 7   | 14  | DNF  | DNF  | 9   | 8   | 10  | DNF | DNF  | 9   | DNF | 7   | 11  | DNF | 10   | 14 | 10  | 4    | 12   | 58     |
| 13   | A. Albon      | Williams-Mercedes            | 10  | DNF | DNF  | 9   | 12  | 14  | C   | 14   | 16  | 7   | 13  | 11  | 8    | 11   | 12  | 14  | 8   | 7   | 11   | DNF | 7   | 13  | 9   | 9   | 9    | 15 | DNF | 12   | 14   | 27     |
| 14   | Y. Tsunoda    | AlphaTauri-Honda RBPT        | 11  | 11  | 10   | DNF | 10  | 11  | C   | 15   | 12  | 14  | 16  | 19  | 16   | 15   | 18  | 10  | 15  | DNS | DNF  | 12  | 11  | 15  | 14  | 8   | 12   | 6  | 9   | *18* | 8    | 17     |
| 15   | V. Bottas     | Alfa Romeo-Ferrari           | 8   | 18  | 11   | 16  | 18  | 13  | C   | 11   | 19  | 10  | 20  | 15  | 12   | 12   | 13  | 12  | 14  | 10  | DNF  | DNF | 10  | 8   | 16  | 12  | 15   | 19 | DNF | 17   | 19   | 10     |
| 16   | N. Hülkenberg | Haas-Ferrari                 | 15  | 12  | 7    | 15  | 17  | 15  | C   | 17   | 15  | 15  | 6   | DNF | 13   | 14   | 17  | 18  | 12  | 17  | 13   | 14  | DNF | 16  | 15  | 11  | 13   | 18 | 12  | *19* | 15   | 9      |
| 17   | D. Ricciardo  | AlphaTauri-Honda RBPT        |     |     |      |     |     |     |     |      |     |     |     |     |      | 13   | 10  | 16  | PO  | INJ | INJ  | INJ | INJ | INJ | 12  | 15  | 7    | 9  | 13  | 14   | 11   | 6      |
| 18   | G. Zhou       | Alfa Romeo-Ferrari           | 16  | 13  | 9    | 12  | DNF | 16  | C   | 13   | 9   | 16  | 19  | 12  | 15   | 16   | 15  | 13  | DNF | 14  | 12   | 13  | 14  | 9   | 17  | 13  | 14   | 17 | DNF | 15   | 17   | 6      |
| 19   | K. Magnussen  | Haas-Ferrari                 | 13  | 10  | *17* | 11  | 13  | 10  | C   | *19* | 18  | 17  | 14  | 18  | DNF  | 17   | 14  | 15  | 16  | 18  | 10   | 15  | 13  | 14  | 18  | 14  | DNF  | 16 | DNF | 13   | 20   | 3      |
| 20   | L. Lawson     | AlphaTauri-Honda RBPT        |     |     |      |     |     |     |     |      |     |     |     |     |      |      |     |     | 13  | 11  | 9    | 11  | DNF | 17  |     |     |      |    |     |      |      | 2      |
| 21   | L. Sargeant   | Williams-Mercedes            | 12  | 16  | *16* | DNS | 16  | 20  | C   | 18   | 20  | DNF | 18  | 13  | 11   | *18* | 16  | 17  | DNF | 13  | 14   | DNF | DNF | DNF | 19  | 10  | *16* | 20 | 11  | 16   | 16   | 1      |
| 22   | N. de Vries   | AlphaTauri-Honda RBPT        | 14  | 14  | *15* | 14  | DNF | 18  | C   | 12   | 14  | 18  | 17  | 17  | 17   |      |     |     |     |     |      |     |     |     |     |     |      |    |     |      |      | 0      |

| Legende  | Legende            | Legende                                                          |
| Farbe    | Abkürzung          | Bedeutung                                                        |
| -------- | ------------------ | ---------------------------------------------------------------- |
| Gold     | –                  | Sieg                                                             |
| Silber   | –                  | 2. Platz                                                         |
| Bronze   | –                  | 3. Platz                                                         |
| Grün     | –                  | Platzierung in den Punkten                                       |
| Blau     | –                  | Klassifiziert außerhalb der Punkteränge                          |
| Violett  | DNF                | Rennen nicht beendet (did not finish)                            |
| Violett  | NC                 | nicht klassifiziert (not classified)                             |
| Rot      | DNQ                | nicht qualifiziert (did not qualify)                             |
| Rot      | DNPQ               | in Vorqualifikation gescheitert (did not pre-qualify)            |
| Schwarz  | DSQ                | disqualifiziert (disqualified)                                   |
| Weiß     | DNS                | nicht am Start (did not start)                                   |
| Weiß     | WD                 | zurückgezogen (withdrawn)                                        |
| Hellblau | PO                 | nur am Training teilgenommen (practiced only)                    |
| Hellblau | TD                 | Freitags-Testfahrer (test driver)                                |
| ohne     | DNP                | nicht am Training teilgenommen (did not practice)                |
| ohne     | INJ                | verletzt oder krank (injured)                                    |
| ohne     | EX                 | ausgeschlossen (excluded)                                        |
| ohne     | DNA                | nicht erschienen (did not arrive)                                |
| ohne     | C                  | Rennen abgesagt (cancelled)                                      |
| ohne     | keine WM-Teilnahme |                                                                  |
| sonstige | P/fett             | Pole-Position                                                    |
| sonstige | 1/2/3/4/5/6/7/8    | Punktplatzierung im Sprint-/Qualifikationsrennen                 |
| sonstige | SR/kursiv          | Schnellste Rennrunde                                             |
| sonstige | *                  | nicht im Ziel, aufgrund der zurückgelegten Distanz aber gewertet |
| sonstige | ()                 | Streichresultate                                                 |
| sonstige | unterstrichen      | Führender in der Gesamtwertung                                   |

### Grand-Prix-Siege
Stand: Großer Preis von Katar 2023
| Platz | Fahrer           | Konstrukteur               | Siege |
| ----- | ---------------- | -------------------------- | ----- |
| 1     | Max Verstappen   | Red Bull Racing-Honda RBPT | 19    |
| 2     | Sergio Pérez     | Red Bull Racing-Honda RBPT | 2     |
| 3     | Carlos Sainz jr. | Ferrari                    | 1     |

### Pole-Positions
Stand: Großer Preis von Katar 2023
| Platz | Fahrer           | Konstrukteur               | Pole- Positions |
| ----- | ---------------- | -------------------------- | --------------- |
| 1     | Max Verstappen   | Red Bull Racing-Honda RBPT | 12              |
| 2     | Charles Leclerc  | Ferrari                    | 5               |
| 3     | Sergio Pérez     | Red Bull Racing-Honda RBPT | 2               |
|       | Carlos Sainz jr. | Ferrari                    | 2               |
| 5     | Lewis Hamilton   | Mercedes                   | 1               |

### Schnellste Rennrunden
Stand: Großer Preis von Katar 2023
| Platz | Fahrer          | Konstrukteur                 | schnellste Runden |
| ----- | --------------- | ---------------------------- | ----------------- |
| 1     | Max Verstappen  | Red Bull Racing-Honda RBPT   | 9                 |
| 2     | Lewis Hamilton  | Mercedes                     | 4                 |
| 3     | Sergio Pérez    | Red Bull Racing-Honda RBPT   | 2                 |
|       | Oscar Piastri   | McLaren-Mercedes             | 2                 |
| 4     | Zhou Guanyu     | Alfa Romeo-Ferrari           | 1                 |
|       | George Russell  | Mercedes                     | 1                 |
|       | Fernando Alonso | Aston Martin Aramco-Mercedes | 1                 |
|       | Yuki Tsunoda    | AlphaTauri-Honda RBPT        | 1                 |
|       | Lando Norris    | McLaren-Mercedes             | 1                 |

### Sprint-Siege
Stand: Großer Preis von Katar 2023
| Platz | Fahrer         | Konstrukteur               | Sprint- Siege |
| ----- | -------------- | -------------------------- | ------------- |
| 1     | Max Verstappen | Red Bull Racing-Honda RBPT | 4             |
| 2     | Sergio Pérez   | Red Bull Racing-Honda RBPT | 1             |
|       | Oscar Piastri  | McLaren-Mercedes           | 1             |

### Podestplätze
Stand: Großer Preis von Katar 2023
| Platz | Fahrer           | Konstrukteur                 | Podien |
| ----- | ---------------- | ---------------------------- | ------ |
| 1     | Max Verstappen   | Red Bull Racing-Honda RBPT   | 21     |
| 2     | Sergio Pérez     | Red Bull Racing-Honda RBPT   | 9      |
| 3     | Fernando Alonso  | Aston Martin Aramco-Mercedes | 8      |
| 4     | Lando Norris     | McLaren-Mercedes             | 7      |
| 5     | Lewis Hamilton   | Mercedes                     | 6      |
|       | Charles Leclerc  | Ferrari                      | 6      |
| 7     | Carlos Sainz jr. | Ferrari                      | 3      |
|       | Oscar Piastri    | McLaren-Mercedes             | 2      |
|       | George Russell   | Mercedes                     | 2      |
| 10    | Esteban Ocon     | Alpine-Renault               | 1      |
|       | Pierre Gasly     | Alpine-Renault               | 1      |

### Sprint-Podestplätze
Stand: Großer Preis von Katar 2023
| Platz | Fahrer           | Konstrukteur               | Podien |
| ----- | ---------------- | -------------------------- | ------ |
| 1     | Max Verstappen   | Red Bull Racing-Honda RBPT | 6      |
| 2     | Sergio Pérez     | Red Bull Racing-Honda RBPT | 3      |
|       | Charles Leclerc  | Ferrari                    | 2      |
|       | Oscar Piastri    | McLaren-Mercedes           | 2      |
|       | Lando Norris     | McLaren-Mercedes           | 2      |
| 6     | Carlos Sainz jr. | Ferrari                    | 1      |
|       | Pierre Gasly     | Alpine-Renault             | 1      |
|       | Lewis Hamilton   | Mercedes                   | 1      |

### Führungsrunden
Stand: Großer Preis von Katar 2023
| Platz | Fahrer           | Konstrukteur                 | Führungs- runden |
| ----- | ---------------- | ---------------------------- | ---------------- |
| 1     | Max Verstappen   | Red Bull Racing-Honda RBPT   | 1003             |
| 2     | Sergio Pérez     | Red Bull Racing-Honda RBPT   | 146              |
| 3     | Carlos Sainz jr. | Ferrari                      | 77               |
| 4     | Charles Leclerc  | Ferrari                      | 41               |
| 5     | Lando Norris     | McLaren-Mercedes             | 30               |
| 6     | Lewis Hamilton   | Mercedes                     | 13               |
|       | George Russell   | Mercedes                     | 6                |
|       | Yuki Tsunoda     | AlphaTauri-Honda RBPT        | 5                |
| 9     | Fernando Alonso  | Aston Martin Aramco-Mercedes | 3                |
| 10    | Oscar Piastri    | McLaren-Mercedes             | 1                |

### Auszeichnungen zum „Fahrer des Tages“
Stand: Großer Preis von Katar 2023
| Platz | Fahrer           | Konstrukteur                 | Auszeich- nungen |
| ----- | ---------------- | ---------------------------- | ---------------- |
| 1     | Lando Norris     | McLaren-Mercedes             | 5                |
| 2     | Max Verstappen   | Red Bull Racing-Honda RBPT   | 3                |
|       | Sergio Pérez     | Red Bull Racing-Honda RBPT   | 3                |
| 4     | Fernando Alonso  | Aston Martin Aramco-Mercedes | 2                |
|       | Carlos Sainz jr. | Ferrari                      | 2                |
|       | Oscar Piastri    | McLaren-Mercedes             | 2                |
| 7     | Esteban Ocon     | Alpine-Renault               | 1                |
|       | Lewis Hamilton   | Mercedes                     | 1                |
|       | Alexander Albon  | Williams-Mercedes            | 1                |
|       | Charles Leclerc  | Ferrari                      | 1                |
|       | Yuki Tsunoda     | AlphaTauri-Honda RBPT        | 1                |

### Fahrer-Gesamtübersicht
Stand: Großer Preis von Katar 2023
| Fahrer           | Konstrukteur                 | WM-Punkte | Grand-Prix- Siege | Pole-Positions | schn. Runden | Podien | Sprint- Siege | Sprint- Podien | Rennstarts |
| ---------------- | ---------------------------- | --------- | ----------------- | -------------- | ------------ | ------ | ------------- | -------------- | ---------- |
| Max Verstappen   | Red Bull Racing-Honda RBPT   | 575       | 19                | 12             | 9            | 21     | 4             | 6              | 22         |
| Sergio Pérez     | Red Bull Racing-Honda RBPT   | 285       | 2                 | 2              | 2            | 9      | 1             | 3              | 22         |
| Lewis Hamilton   | Mercedes                     | 234       | 0                 | 1              | 4            | 6      | 0             | 0              | 22         |
| Fernando Alonso  | Aston Martin Aramco-Mercedes | 206       | 0                 | 0              | 1            | 8      | 0             | 0              | 22         |
| Charles Leclerc  | Ferrari                      | 206       | 0                 | 5              | 0            | 6      | 0             | 2              | 22         |
| Lando Norris     | McLaren-Mercedes             | 205       | 0                 | 0              | 1            | 7      | 0             | 2              | 22         |
| Carlos Sainz jr. | Ferrari                      | 200       | 1                 | 2              | 0            | 3      | 0             | 1              | 22         |
| George Russell   | Mercedes                     | 175       | 0                 | 0              | 1            | 2      | 0             | 0              | 22         |
| Oscar Piastri    | McLaren-Mercedes             | 97        | 0                 | 0              | 2            | 2      | 1             | 2              | 22         |
| Lance Stroll     | Aston Martin Aramco-Mercedes | 74        | 0                 | 0              | 0            | 0      | 0             | 0              | 22         |
| Pierre Gasly     | Alpine-Renault               | 62        | 0                 | 0              | 0            | 1      | 0             | 1              | 22         |
| Esteban Ocon     | Alpine-Renault               | 58        | 0                 | 0              | 0            | 1      | 0             | 0              | 22         |
| Alexander Albon  | Williams-Mercedes            | 27        | 0                 | 0              | 0            | 0      | 0             | 0              | 22         |
| Yuki Tsunoda     | AlphaTauri-Honda RBPT        | 17        | 0                 | 0              | 1            | 0      | 0             | 0              | 22         |
| Valtteri Bottas  | Alfa Romeo-Ferrari           | 10        | 0                 | 0              | 0            | 0      | 0             | 0              | 22         |
| Nico Hülkenberg  | Haas-Ferrari                 | 9         | 0                 | 0              | 0            | 0      | 0             | 0              | 22         |
| Daniel Ricciardo | AlphaTauri-Honda RBPT        | 6         | 0                 | 0              | 0            | 0      | 0             | 0              | 7          |
| Zhou Guanyu      | Alfa Romeo-Ferrari           | 6         | 0                 | 0              | 1            | 0      | 0             | 0              | 22         |
| Kevin Magnussen  | Haas-Ferrari                 | 3         | 0                 | 0              | 0            | 0      | 0             | 0              | 22         |
| Liam Lawson      | AlphaTauri-Honda RBPT        | 2         | 0                 | 0              | 0            | 0      | 0             | 0              | 5          |
| Logan Sargeant   | Williams-Mercedes            | 1         | 0                 | 0              | 0            | 0      | 0             | 0              | 22         |
| Nyck de Vries    | AlphaTauri-Honda RBPT        | 0         | 0                 | 0              | 0            | 0      | 0             | 0              | 10         |

### Weitere Statistiken
Stand: Großer Preis von Katar
| Statistik                                                        | Details                     | Fahrer                                            |
| ---------------------------------------------------------------- | --------------------------- | ------------------------------------------------- |
| Siege (Stand: GP von Katar)                                      |                             |                                                   |
| Die meisten Siege in Folge                                       | 10                          | Max Verstappen                                    |
| Die meisten Siege von der Pole-Position                          | 12                          | Max Verstappen                                    |
| Die meisten Grand Slams                                          | 2                           | Max Verstappen                                    |
| Der jüngste Grand-Prix-Sieger                                    | mit 25 Jahren und 156 Tagen | Max Verstappen (GP Bahrain)                       |
| Der älteste Grand-Prix-Sieger                                    | mit 33 Jahren und 94 Tagen  | Sergio Pérez (GP Aserbaidschan)                   |
| Der geringste Vorsprung des Siegers                              | 0,179 Sekunden              | Max Verstappen vor Lewis Hamilton (GP Australien) |
| Der größte Vorsprung des Siegers                                 | 33,731 Sekunden             | Max Verstappen vor Lando Norris (GP Ungarn)       |
| Startplätze (Stand: GP von Katar)                                |                             |                                                   |
| Die meisten Poles in Folge                                       | 5                           | Max Verstappen                                    |
| Die meisten Startplätze in der ersten Reihe                      | 17                          | Max Verstappen                                    |
| Der jüngster Fahrer auf der Pole-Position                        | mit 25 Jahren und 155 Tagen | Max Verstappen (GP Bahrain)                       |
| Der älteste Fahrer auf der Pole-Position                         | mit 38 Jahren und 196 Tagen | Lewis Hamilton (GP Ungarn)                        |
| Der geringste Pole-Vorsprung                                     | 0,003 Sekunden              | Lewis Hamilton vor Max Verstappen (GP Ungarn)     |
| Der größte Pole-Vorsprung                                        | 1,244 Sekunden              | Max Verstappen vor Nico Hülkenberg (GP Kanada)    |
| Podestplätze (Stand: GP von Katar)                               |                             |                                                   |
| Die meisten Podestplatzierungen in Folge                         | 14                          | Max Verstappen                                    |
| Die meisten Podestplatzierungen ohne Sieg                        | 8                           | Fernando Alonso                                   |
| Die meisten Podestplatzierungen ohne Sieg in Folge               | 4                           | Lando Norris                                      |
| Die meisten zweiten Plätze                                       | 6                           | Lando Norris                                      |
| Die meisten dritten Plätze                                       | 5                           | Fernando Alonso                                   |
| Punkteränge (Stand: GP von Katar)                                |                             |                                                   |
| Die meisten Punkteplatzierungen (absolut)                        | 22                          | Max Verstappen                                    |
| Die meisten Punkteplatzierungen in Folge                         | 22                          | Max Verstappen                                    |
| Die meisten Punkteplatzierungen ohne Sieg (absolut)              | 20                          | Lewis Hamilton                                    |
| Die meisten Punkteplatzierungen ohne Podestplatzierung (absolut) | 12                          | Lance Stroll                                      |
| Die meisten Punkteplatzierungen ohne Sieg in Folge               | 16                          | Lewis Hamilton                                    |
| Die meisten Punkteplatzierungen ohne Podestplatzierung in Folge  | 8                           | Carlos Sainz jr.                                  |
| Zielankünfte (Stand: GP von Katar)                               |                             |                                                   |
| Die meisten Zielankünfte (absolut)                               | 22                          | Max Verstappen                                    |
| Die meisten Zielankünfte ohne Sieg                               | 21                          | Lando Norris                                      |
| Ausfälle (Stand: GP von Katar)                                   |                             |                                                   |
| Die meisten Ausfälle                                             | 7                           | Esteban Ocon                                      |
| Die wenigsten Fahrer im Ziel                                     | 14                          | GP São Paulo                                      |
| Die meisten Fahrer im Ziel                                       | 20                          | GP Miami GP Spanien                               |
| Führungsrunden (Stand: GP von Katar)                             |                             |                                                   |
| Die meisten Führungsrunden in Folge                              | 248                         | Max Verstappen                                    |
| Die meisten angeführten Rennen                                   | 20                          | Max Verstappen                                    |
| Die meisten Führungsrunden ohne Sieg                             | 41                          | Charles Leclerc                                   |
| Grand-Prix-Teilnahmen (Stand: GP von Katar)                      |                             |                                                   |
| Der jüngste Grand-Prix-Teilnehmer                                | mit 21 Jahren und 197 Tagen | Liam Lawson (GP Niederlande)                      |
| Der älteste Grand-Prix-Teilnehmer                                | mit 42 Jahren und 120 Tagen | Fernando Alonso (GP Katar)                        |
| „Fahrer des Tages“-Auszeichnungen (Stand: GP von Katar)          |                             |                                                   |
| Höchster Prozentualer Stimmenanteil                              | 53,3 %                      | Fernando Alonso (GP Bahrain)                      |
| Niedrigster Prozentualer Stimmenanteil                           | 15,5 %                      | Max Verstappen (GP Belgien)                       |

## Statistik der Konstrukteure

### Konstrukteurswertung
| Pos. | Konstrukteur                 | Nr.      |     |     |      |     |    |   |      |    |     |       |      |      |       |     |     |      |     |       |       |      |       |      |      | Punkte |
| 01   | Red Bull Racing-Honda RBPT   | 01       | 1   | 2   | 1    | 323 | 1  | C | 1    | 1  | 1   | 1     | 1    | 1    | 1     | 1   | 1   | 5    | 1   | 212   | 1     | 1    | 1     | 1    | 1    | 860    |
| 01   | Red Bull Racing-Honda RBPT   | 11       | 2   | 1   | 5    | 1   | 2  | C | 16   | 4  | 6   | 232   | 6    | 3    | 2     | 4   | 2   | 8    | DNF | 10    | 4     | DNF  | 343   | 3    | 4    | 860    |
| 02   | Mercedes                     | 63       | 7   | 4   | DNF  | 484 | 4  | C | 5    | 3  | DNF | 878   | 5    | 6    | 868   | 17  | 5   | *16* | 7   | 4     | 858   | 6    | 4DNF4 | 8    | 3    | 409    |
| 02   | Mercedes                     | 44       | 5   | 5   | 2    | 767 | 6  | C | 4    | 2  | 3   | 8     | 3    | 4    | 747   | 6   | 6   | 3    | 5   | 5DNF5 | 2DSQ2 | 2    | 787   | 7    | 9    | 409    |
| 03   | Ferrari                      | 16       | DNF | 7   | DNF  | 232 | 7  | C | 6    | 11 | 4   | 2     | 9    | 7    | 535   | DNF | 4   | 4    | 4   | 5     | 3DSQ3 | 3    | 5DNS5 | 2    | 2    | 406    |
| 03   | Ferrari                      | 55       | 4   | 6   | 12   | 5   | 5  | C | 8    | 5  | 5   | 363   | 10   | 8    | 4DNF4 | 5   | 3   | 1    | 6   | 6DNS6 | 636   | 4    | 868   | 6    | *18* | 406    |
| 04   | McLaren-Mercedes             | 81       | DNF | 15  | 8    | 11  | 19 | C | 10   | 13 | 11  | 16    | 4    | 5    | 2DNF2 | 9   | 12  | 7    | 3   | 121   | DNF   | 8    | 14    | 10   | 6    | 302    |
| 04   | McLaren-Mercedes             | 04       | 17  | 17  | 6    | 9   | 17 | C | 9    | 17 | 13  | 4     | 2    | 2    | 676   | 7   | 8   | 2    | 2   | 3     | 424   | 5    | 2     | DNF  | 5    | 302    |
| 05   | Aston Martin Aramco-Mercedes | 18       | 6   | DNF | 4    | 878 | 12 | C | DNF  | 6  | 9   | 494   | 14   | 10   | 9     | 11  | 16  | WD   | DNF | 11    | 7     | *17* | 5     | 5    | 10   | 280    |
| 05   | Aston Martin Aramco-Mercedes | 14       | 3   | 3   | 3    | 646 | 3  | C | 2    | 7  | 2   | 5     | 7    | 9    | 5     | 2   | 9   | 15   | 8   | 868   | DNF   | DNF  | 3     | 9    | 7    | 280    |
| 06   | Alpine-Renault               | 31       | DNF | 8   | *14* | 15  | 9  | C | 3    | 8  | 8   | 7147  | DNF  | DNF  | 8     | 10  | DNF | DNF  | 9   | 7     | DNF   | 10   | 10    | 4    | 12   | 120    |
| 06   | Alpine-Renault               | 10       | 9   | 9   | *13* | 14  | 8  | C | 7    | 10 | 12  | 10    | *18* | DNF  | 3113  | 3   | 15  | 6    | 10  | 12    | 767   | 11   | 7     | 11   | 13   | 120    |
| 07   | Williams-Mercedes            | 23       | 10  | DNF | DNF  | 12  | 14 | C | 14   | 16 | 7   | 11    | 8    | 11   | 14    | 8   | 7   | 11   | DNF | 7137  | 9     | 9    | DNF   | 12   | 14   | 28     |
| 07   | Williams-Mercedes            | 02       | 12  | 16  | *16* | 16  | 20 | C | 18   | 20 | DNF | 13    | 11   | *18* | 17    | DNF | 13  | 14   | DNF | DNF   | 10    | *16* | 11    | 16   | 16   | 28     |
| 08   | AlphaTauri-Honda RBPT        | 21/03/40 | 14  | 14  | *15* | DNF | 18 | C | 12   | 14 | 18  | 17    | 17   | 13   | 16    | 13  | 11  | 9    | 11  | 17    | 15    | 7    | 13    | 14   | 11   | 25     |
| 08   | AlphaTauri-Honda RBPT        | 22       | 11  | 11  | 10   | 10  | 11 | C | 15   | 12 | 14  | 19    | 14   | 15   | 10    | 15  | DNS | DNF  | 12  | 15    | 8     | 12   | 696   | *18* | 8    | 25     |
| 09   | Alfa Romeo-Ferrari           | 77       | 8   | 18  | 11   | 18  | 13 | C | 11   | 19 | 10  | 15    | 12   | 12   | 12    | 14  | 10  | DNF  | DNF | 8     | 12    | 15   | DNF   | 17   | 19   | 16     |
| 09   | Alfa Romeo-Ferrari           | 24       | 16  | 13  | 9    | DNF | 16 | C | 13   | 9  | 16  | 12    | 15   | 16   | 13    | DNF | 14  | 12   | 13  | 9     | 13    | 14   | DNF   | 15   | 17   | 16     |
| 10   | Haas-Ferrari                 | 20       | 13  | 10  | *17* | 13  | 10 | C | *19* | 18 | 17  | 18    | DNF  | 17   | 15    | 16  | 18  | 10   | 15  | 14    | 14    | DNF  | DNF   | *19* | 20   | 12     |
| 10   | Haas-Ferrari                 | 27       | 15  | 12  | 7    | 17  | 15 | C | 17   | 15 | 15  | 6DNF6 | 13   | 14   | 18    | 12  | 17  | 13   | 14  | 16    | 11    | 13   | 12    | 13   | 15   | 12     |

| Legende  | Legende            | Legende                                                          |
| Farbe    | Abkürzung          | Bedeutung                                                        |
| -------- | ------------------ | ---------------------------------------------------------------- |
| Gold     | –                  | Sieg                                                             |
| Silber   | –                  | 2. Platz                                                         |
| Bronze   | –                  | 3. Platz                                                         |
| Grün     | –                  | Platzierung in den Punkten                                       |
| Blau     | –                  | Klassifiziert außerhalb der Punkteränge                          |
| Violett  | DNF                | Rennen nicht beendet (did not finish)                            |
| Violett  | NC                 | nicht klassifiziert (not classified)                             |
| Rot      | DNQ                | nicht qualifiziert (did not qualify)                             |
| Rot      | DNPQ               | in Vorqualifikation gescheitert (did not pre-qualify)            |
| Schwarz  | DSQ                | disqualifiziert (disqualified)                                   |
| Weiß     | DNS                | nicht am Start (did not start)                                   |
| Weiß     | WD                 | zurückgezogen (withdrawn)                                        |
| Hellblau | PO                 | nur am Training teilgenommen (practiced only)                    |
| Hellblau | TD                 | Freitags-Testfahrer (test driver)                                |
| ohne     | DNP                | nicht am Training teilgenommen (did not practice)                |
| ohne     | INJ                | verletzt oder krank (injured)                                    |
| ohne     | EX                 | ausgeschlossen (excluded)                                        |
| ohne     | DNA                | nicht erschienen (did not arrive)                                |
| ohne     | C                  | Rennen abgesagt (cancelled)                                      |
| ohne     | keine WM-Teilnahme |                                                                  |
| sonstige | P/fett             | Pole-Position                                                    |
| sonstige | 1/2/3/4/5/6/7/8    | Punktplatzierung im Sprint-/Qualifikationsrennen                 |
| sonstige | SR/kursiv          | Schnellste Rennrunde                                             |
| sonstige | *                  | nicht im Ziel, aufgrund der zurückgelegten Distanz aber gewertet |
| sonstige | ()                 | Streichresultate                                                 |
| sonstige | unterstrichen      | Führender in der Gesamtwertung                                   |

### Grand-Prix-Siege
Stand: Großer Preis von Katar 2023
| Platz | Konstrukteur               | Siege |
| ----- | -------------------------- | ----- |
| 1     | Red Bull Racing-Honda RBPT | 21    |
| 2     | Ferrari                    | 1     |

### Pole-Positions
Stand: Großer Preis von Katar 2023
| Platz | Konstrukteur               | Pole- Positions |
| ----- | -------------------------- | --------------- |
| 1     | Red Bull Racing-Honda RBPT | 14              |
| 2     | Ferrari                    | 7               |
| 3     | Mercedes                   | 1               |

### Schnellste Rennrunden
Stand: Großer Preis von Katar 2023
| Platz | Konstrukteur                 | schnellste Runden |
| ----- | ---------------------------- | ----------------- |
| 1     | Red Bull Racing-Honda RBPT   | 11                |
| 2     | Mercedes                     | 5                 |
|       | McLaren-Mercedes             | 3                 |
| 3     | Alfa Romeo-Ferrari           | 1                 |
|       | Aston Martin Aramco-Mercedes | 1                 |
|       | AlphaTauri-Honda RBPT        | 1                 |

### Sprint-Siege
Stand: Großer Preis von Katar 2023
| Platz | Konstrukteur               | Sprint- Siege |
| ----- | -------------------------- | ------------- |
| 1     | Red Bull Racing-Honda RBPT | 5             |
| 2     | McLaren-Mercedes           | 1             |

### Podestplätze
Stand: Großer Preis von Katar 2023
| Platz | Konstrukteur                 | Podien |
| ----- | ---------------------------- | ------ |
| 1     | Red Bull Racing-Honda RBPT   | 30     |
|       | McLaren-Mercedes             | 9      |
|       | Ferrari                      | 9      |
| 4     | Aston Martin Aramco-Mercedes | 8      |
|       | Mercedes                     | 8      |
| 6     | Alpine-Renault               | 2      |

### Sprint-Podestplätze
Stand: Großer Preis von Katar 2023
| Platz | Konstrukteur               | Podien |
| ----- | -------------------------- | ------ |
| 1     | Red Bull Racing-Honda RBPT | 9      |
| 2     | McLaren-Mercedes           | 4      |
| 3     | Ferrari                    | 3      |
| 4     | Alpine-Renault             | 1      |
|       | Mercedes                   | 1      |

### Führungsrunden
Stand: Großer Preis von Katar 2023
| Platz | Konstrukteur                 | Führungs- runden |
| ----- | ---------------------------- | ---------------- |
| 1     | Red Bull Racing-Honda RBPT   | 1149             |
| 2     | Ferrari                      | 118              |
| 3     | McLaren-Mercedes             | 31               |
| 4     | Mercedes                     | 19               |
| 5     | AlphaTauri-Honda RBPT        | 5                |
| 6     | Aston Martin Aramco-Mercedes | 3                |

### Konstrukteurs-Gesamtübersicht
Stand: Großer Preis von Katar 2023
| Konstrukteur                 | WM-Punkte | Grand-Prix- Siege | Pole-Positions | schn. Runden | Podien | Sprint- Siege | Sprint- Podien | Rennstarts |
| ---------------------------- | --------- | ----------------- | -------------- | ------------ | ------ | ------------- | -------------- | ---------- |
| Red Bull Racing-Honda RBPT   | 860       | 21                | 14             | 11           | 30     | 5             | 9              | 22         |
| Mercedes                     | 409       | 0                 | 1              | 5            | 8      | 0             | 1              | 22         |
| Ferrari                      | 406       | 1                 | 7              | 0            | 9      | 0             | 3              | 22         |
| McLaren-Mercedes             | 302       | 0                 | 0              | 3            | 9      | 1             | 4              | 22         |
| Aston Martin Aramco-Mercedes | 280       | 0                 | 0              | 1            | 8      | 0             | 0              | 22         |
| Alpine-Renault               | 120       | 0                 | 0              | 0            | 2      | 0             | 1              | 22         |
| Williams-Mercedes            | 28        | 0                 | 0              | 0            | 0      | 0             | 0              | 22         |
| AlphaTauri-Honda RBPT        | 25        | 0                 | 0              | 1            | 0      | 0             | 0              | 22         |
| Alfa Romeo-Ferrari           | 16        | 0                 | 0              | 1            | 0      | 0             | 0              | 22         |
| Haas-Ferrari                 | 12        | 0                 | 0              | 0            | 0      | 0             | 0              | 22         |